# 그린란드주
그린란드 주(덴마크어: Grønland Amt)는 1953년부터 1979년까지 현재의 그린란드에 존재했던 덴마크의 주이다.

## 역사
1953년 덴마크 의회에 의해 덴마크의 헌법이 개정되면서 그린란드 식민지는 주(Amt)로 승격되었다. 이를 계기로 그린란드는 덴마크 왕국에 편입되었고, 자연스럽게 그린란드인들은 덴마크 시민권을 취득하게 되었다. 이로써 덴마크는 그린란드에 대한 정책을 근본적으로 변화시키게 되었다.
덴마크 정부는 그린란드 주가 덴마크어만 사용하도록 공식적으로 장려했으며, 그린란드인들이 보다 고등 교육을 받기 위해 덴마크로 올 것을 권하였다. 이러한 정책은 1979년 5월 1일에 그린란드에서 실시된 주민투표에 의해 그린란드가 덴마크의 완전한 자치령으로 전환되면서 폐지되었다.

## 같이 보기
- 덴마크
- 페로 제도